# Слаута, Виктор Андреевич
Виктор Андреевич Слаута (укр. Віктор Андрійович Слаута; род. 2 января 1952, с. Закотное, Краснолиманский район, Донецкая область) — украинский учёный-агроном и политик, народный депутат Украины IV, V и VI созывов, министр аграрной политики Украины (2004), вице-премьер-министр Украины (2007, 2010).
Советник Президента Украины (2010—2014), член Президиума Аграрной партии Украины (АПУ).

## Биография
В 1973 году окончил Харьковский сельскохозяйственный институт, учёный агроном. Кандидат экономических наук, кандидатская диссертация «Экономические проблемы развития зернового хозяйства области: эффективность, стойкость, цикличность» (Харьковский государственный университет, 1999).
1973 — бригадир полевой бригады совхоза «Коммунист» Краснолиманского района.
1973—1974 — служба в армии.
1974—1978 — главный агроном колхоза им. Жданова Краснолиманского района.
1978—1980 — председатель колхоза «Россия», с. Торское Краснолиманского района.
1980—1984 — второй секретарь Краснолиманского горкома КПУ.
1984—1988 — председатель исполкома Краснолиманского райсовета.
1988—1989 — заместитель председателя, первый заместитель председателя агропромышленного комитета Донецкой области.
1989—1990 — заведующий аграрным отделом Донецкого обкома КПУ.
1990—1992 — первый заместитель председателя Донецкого областного совета народных депутатов.
1992—1994 — заместитель председателя Донецкой областной государственной администрации.
1994—1996 — генеральный директор ПО «Элеваторзернопром».
1996—1997 — директор Донецкого представительство ГАК «Хлеб Украины».
1997—2002 — заместитель председателя по вопросам агропромышленного комплекса, производства товаров народного потребления, торговли и сферы услуг Донецкой облгосадминистрации.
Советник Премьер-министра Украины на общественных началах (2006—2007).
Председатель Донецкой областной организации НАПУ, член политисполкома НАПУ (1999—2004). С 2010 по 2012 год — председатель АПУ.
Заслуженный работник сельского хозяйства Украины (2001), кавалер ордена «За заслуги» III степени (2004), II степени (2012).